# Cosnania
Cosnania is een geslacht van kevers uit de familie van de loopkevers (Carabidae). De wetenschappelijke naam van het geslacht is voor het eerst geldig gepubliceerd in 1821 door Dejean.

## Soorten
Het geslacht Cosnania omvat de volgende soorten:
- Cosnania cyanella Liebke, 1930
- Cosnania cyanescens Chaudoir, 1862
- Cosnania emdeni Liebke, 1930
- Cosnania geniculata Gory, 1833
- Cosnania humboldti Liebke, 1930
- Cosnania lengi Schaeffer, 1910
- Cosnania limbata Waterhouse, 1878
- Cosnania lioptera Bates, 1891
- Cosnania pensylvanica Linnaeus, 1767
- Cosnania picta Chaudoir, 1843
- Cosnania quadrimaculata Gory, 1833
- Cosnania strasseni Liebke, 1927
- Cosnania sulcicollis Bates, 1891
- Cosnania tetrastigma Chaudoir, 1862